# Hans Schütz (Radsportler)
Hans Schütz (* 26. Februar 1922 in Zuchwil; † 1. April 1994 in Solothurn) war ein Schweizer Radrennfahrer.

## Sportliche Laufbahn
Schütz war im Strassenradsport und im Querfeldeinrennen (heutige Bezeichnung Cyclocross) aktiv.
Als Amateur hatte er seinen ersten grossen Erfolg mit dem Sieg in der Meisterschaft von Zürich 1946 vor Fritz Schär. Von 1947 bis 1955 war er Berufsfahrer. 1948 gewann er eine Etappe der Luxemburg-Rundfahrt. In der Schwarzwald-Rundfahrt 1950 gewann er zwei Tagesabschnitte und belegte den zweiten Rang in der Gesamtwertung hinter Matthias Pfannenmüller.
In der Meisterschaft von Zürich 1948 wurde er Dritter. In der Tour de Suisse wurde er 1947 22., 1948 21., 1949 43., 1950 36., 1951 47. und 1952 42. 1955 war er ausgeschieden.
Im Querfeldeinrennen wurde Schütz 1947 hinter Fritz Schär Vize-Meister der Schweiz.